# Logica doxastica
La logica doxastica è la branca della logica modale che si occupa della credenza. L'aggettivo doxastico presente nel nome deriva dal greco antico δόξα doxa “opinione”. In logica doxastica la credenza funziona convenzionalmente come un operatore logico. Alcuni famosi paradossi della filosofia di tradizione analitica, come il paradosso di Moore, si prestano ad essere formalizzati mediante questo tipo di logica. L'unione della logica doxastica e della logica epistemica costituisce la base per la logica epistemica dinamica.

## Sintassi e semantica
Il linguaggio della logica doxastica {\displaystyle {\mathcal {L}}_{B}=\langle \mathbb {B} ,Op,\mathbb {S} \rangle } sfrutta un linguaggio proposizionale {\displaystyle {\mathcal {L}}}, dotato almeno degli operatori booleani {\displaystyle \neg } e {\displaystyle \land }, ampliato con l'operatore doxastico {\displaystyle {\mathcal {B}}}, che esprime la credenza. Nello specifico, valgono tutte le regole sintattiche della logica proposizionale classica:
- Tutte le proposizioni, {\displaystyle p,q,r,s,\dots }, sono formule ben formate (esse fanno parte dell'insieme {\displaystyle \mathbb {B} =\{p_{1},p_{2},\dots ,p_{n}\}} delle proposizioni credute vere);
- Se {\displaystyle \varphi } è una formula ben formata, allora {\displaystyle \neg \varphi } è una formula ben formata;
- Se {\displaystyle \varphi } e {\displaystyle \psi } sono formule ben formate, allora {\displaystyle \varphi \land \psi } è una formula ben formata.

Inoltre, anche le formule della tipologia seguente sono ben formate:
{\displaystyle {\mathcal {B}}_{s}\varphi }, la quale si legge “il soggetto s crede che φ”, dove s proviene da un insieme numerabile di soggetti {\displaystyle \mathbb {S} } e φ è una formula composta da proposizioni {\displaystyle p_{n}\in \mathbb {B} } credute dal soggetto in questione.
Un'interpretazione per il linguaggio {\displaystyle {\mathcal {L}}_{B}} è una tripletta {\displaystyle {\mathfrak {M}}=\langle W,R_{s},{\mathfrak {I}}\rangle }. In questa struttura, W è un insieme di mondi possibili {\displaystyle w_{1},w_{2},\dots ,w_{n}}; la relazione binaria {\displaystyle R_{s}\subseteq W\times W} è la relazione di accessibilità per il soggetto s (es. supponendo che {\displaystyle w_{1},w_{2},w_{3}\in W}, il soggetto s può, ad esempio, da w1 accedere ai mondi w2 e w3, in simboli: {\displaystyle w_{1}R_{s}w_{2}} e {\displaystyle w_{1}R_{s}w_{3}}); infine, {\displaystyle {\mathfrak {I}}:W\times \mathbb {B} \to \{0,1\}} è una funzione che assegna alle proposizioni i valori "vero" (1) o "falso" (0) nei rispettivi mondi. Dunque, presi un modello M e un mondo w qualsiasi, valgono le seguenti conseguenze logiche:
- {\displaystyle M,w\models p} se e solo se {\displaystyle {\mathfrak {I}}_{w}(p)=1};
- {\displaystyle M,w\models \neg \varphi } se e solo se {\displaystyle w\not \models \varphi };
- {\displaystyle M,w\models (\varphi \land \psi )} se e solo se {\displaystyle w\models \varphi } e {\displaystyle w\models \psi };
- {\displaystyle M,w\models {\mathcal {B}}_{s}\varphi } se e solo se {\displaystyle w'\models \varphi }, per ogni mondo {\displaystyle w'\in W} tale che {\displaystyle wR_{s}w'};
- {\displaystyle M,w\models \neg {\mathcal {B}}_{s}\varphi } se e solo se {\displaystyle w'\models \neg \varphi }, per ogni mondo {\displaystyle w'\in W} tale che {\displaystyle wR_{s}w'}.

Le ultime due condizioni, caratteristiche della logica doxastica, affermano rispettivamente che è possibile concludere che un soggetto s crede che p sia vera nel mondo w del modello M solo quando la proposizione p è in effetti vera in tutti i mondi possibili a cui egli ha accesso; e che è possibile concludere che un soggetto s non crede che p sia vera nel mondo w se in tutti i mondi accessibili da esso, la proposizione p è falsa.
In logica doxastica valgono anche i due seguenti assiomi:
1. (K): {\displaystyle {\mathcal {B}}_{s}(\varphi \rightarrow \psi )\rightarrow ({\mathcal {B}}_{s}\varphi \rightarrow {\mathcal {B}}_{s}\psi )}, e
2. (N): {\displaystyle \vdash \varphi \implies \vdash {\mathcal {B}}_{s}\varphi }.

Il primo assioma, (K), sta alla base di qualsiasi logica modale e indica che l'operatore {\displaystyle {\mathcal {B}}} è distributivo in relazione all'implicazione. (N), invece, è l'assioma di necessitazione, il quale afferma che un soggetto deve credere a tutte le conseguenze logiche. Inoltre, anche in logica doxastica, come in logica classica, è valido modus ponens:
(MP): {\displaystyle {\mathcal {B}}_{s}(\varphi \rightarrow \psi )\land {\mathcal {B}}_{s}\varphi \vdash {\mathcal {B}}_{s}\psi }.
Quest'ultimo prevede che se un soggetto crede che φ implichi ψ e, in più, ritiene che φ sia vera, allora deve credere che anche ψ sia vera

## Soggetti ragionanti

### Tipi di soggetti ragionanti
La logica doxastica è utile per modellizzare come dei soggetti ideali sono portati a ragionare e analizzare le loro conclusioni logiche. A tal proposito, il logico matematico Raymond Smullyan ha elaborato una classificazione dei vari tipi di soggetti ragionanti in base alle meta-credenze che essi accettano come vere. In particolare, egli considera i seguenti tipi di soggetti ragionanti:
- Ragionatore accurato: un ragionatore si dice accurato se egli crede solo proposizioni vere o, in maniera equivalente, non crede mai proposizioni false (segue cioè l'assioma T della logica modale).

{\displaystyle \forall p({\mathcal {B}}_{s}p\rightarrow p)}
- Ragionatore inaccurato: un ragionatore è inaccurato se c'è almeno una proposizione falsa che egli crede vera.

{\displaystyle \exists p(\neg p\land {\mathcal {B}}_{s}p)}
- Ragionatore presuntuoso: un ragionatore è presuntuoso se crede che le sue credenze non sono mai false.

{\displaystyle {\mathcal {B}}_{s}[\neg \exists p(\neg p\land {\mathcal {B}}_{s}p)]\quad {\text{oppure}}\quad {\mathcal {B}}_{s}[\forall p({\mathcal {B}}_{s}p\rightarrow p)]}
- Ragionatore consistente: un ragionatore consistente non crede mai contemporaneamente una proposizione e la sua negazione (segue l'assioma D).

{\displaystyle \neg \exists p({\mathcal {B}}_{s}p\land {\mathcal {B}}_{s}\neg p)\quad {\text{oppure}}\quad \forall p({\mathcal {B}}_{s}p\rightarrow \neg {\mathcal {B}}_{s}\neg p)}
- Ragionatore normale: un ragionatore normale è uno che, oltre a credere p, crede anche di credere p (segue l'assioma modale 4).

{\displaystyle \forall p({\mathcal {B}}_{s}p\rightarrow {\mathcal {B}}_{s}{\mathcal {B}}_{s}p)}
- Ragionatore peculiare: un ragionatore peculiare crede in p sebbene creda di non credere in p. Nonostante possa sembrare una condizione psicologica paradossale (si veda il paradosso di Moore), pur essendo sempre inaccurato, un ragionatore di questo tipo non è necessariamente inconsistente.

{\displaystyle \exists p({\mathcal {B}}_{s}p\land {\mathcal {B}}_{s}\neg {\mathcal {B}}_{s}p)}
- Ragionatore regolare: un ragionatore è regolare se, credendo che {\displaystyle p\rightarrow q}, crede anche che {\displaystyle {\mathcal {B}}_{s}p\rightarrow {\mathcal {B}}_{s}q}.

{\displaystyle \forall p\forall q({\mathcal {B}}_{s}(p\rightarrow q)\rightarrow {\mathcal {B}}_{s}({\mathcal {B}}_{s}p\rightarrow {\mathcal {B}}_{s}q))}
- Ragionatore riflessivo: un ragionatore riflessivo è uno che per ogni proposizione p crede che esiste una proposizione q tale che {\displaystyle q\equiv ({\mathcal {B}}_{s}q\rightarrow p)}.

{\displaystyle \forall p(\exists q({\mathcal {B}}_{s}(q\equiv {\mathcal {B}}_{s}q\rightarrow p)))}
- Ragionatore instabile: un ragionatore instabile è uno che crede di credere in p, benché non ci creda davvero. Come nel caso del ragionatore peculiare, il ragionatore instabile non è necessariamente inconsistente.

{\displaystyle \exists p({\mathcal {B}}_{s}{\mathcal {B}}_{s}p\land \neg {\mathcal {B}}_{s}p)}
- Ragionatore stabile: un ragionatore stabile non è instabile. In altri termini, per ogni p, se egli crede di credere p, allora crede effettivamente in p.

{\displaystyle \forall p({\mathcal {B}}_{s}{\mathcal {B}}_{s}p\rightarrow {\mathcal {B}}_{s}p)}
- Ragionatore modesto: un ragionatore è modesto se per ogni proposizione p, {\displaystyle {\mathcal {B}}_{s}p\rightarrow p} solo se egli crede in p. Un ragionatore modesto cioè non crede mai che {\displaystyle {\mathcal {B}}_{s}p\rightarrow p} a meno che egli non creda p.

{\displaystyle \forall p({\mathcal {B}}_{s}({\mathcal {B}}_{s}p\rightarrow p)\rightarrow {\mathcal {B}}_{s}p)}
- Ragionatore strano: un ragionatore strano è un ragionatore di tipo G (vedi oltre) che crede a torto di essere inconsistente.
- Ragionatore timido: un ragionatore timido non crede in p se crede che ciò implichi credere in una contraddizione. Per questo motivo, egli in un certo senso "ha paura" di credere in p.

{\displaystyle \forall p({\mathcal {B}}_{s}({\mathcal {B}}_{s}p\rightarrow {\mathcal {B}}_{s}\bot )\rightarrow \neg {\mathcal {B}}_{s}p)}

### Ulteriori livelli di razionalità
I soggetti ragionanti possono anche appartenere alle seguenti tipologie:
- Ragionatore di tipo 1: un ragionatore di tipo 1 ha una conoscenza perfetta della logica proposizionale classica (PL), ovvero crede a tutti i suoi teoremi (assioma N); inoltre, le sue inferenze sono soggette a modus ponens.

{\displaystyle \vdash _{PL}p\implies \vdash {\mathcal {B}}_{s}p}
{\displaystyle \forall p\forall q(({\mathcal {B}}_{s}p\land {\mathcal {B}}_{s}(p\rightarrow q))\rightarrow {\mathcal {B}}_{s}q)}
Ciò è equivalente a dire che l'operatore {\displaystyle {\mathcal {B}}} gode della proprietà distributiva quando è usato su un'implicazione (assioma K della logica modale).
{\displaystyle \forall p\forall q({\mathcal {B}}_{s}(p\rightarrow q)\rightarrow ({\mathcal {B}}_{s}p\rightarrow {\mathcal {B}}_{s}q))}
- Ragionatore di tipo 1*: è un ragionatore di tipo 1 più "consapevole" perché, oltre a credere tutti i teoremi della logica classica, egli crede anche che se {\displaystyle p\rightarrow q}, prima o poi finirà per credere che se crede p allora crederà q.

{\displaystyle \forall p\forall q({\mathcal {B}}_{s}(p\rightarrow q)\rightarrow {\mathcal {B}}_{s}({\mathcal {B}}_{s}p\rightarrow {\mathcal {B}}_{s}q))}
- Ragionatore di tipo 2: un ragionatore è di tipo 2 quando è di tipo 1 e, per ogni p e q, crede (giustamente) che se crede sia {\displaystyle p} che {\displaystyle p\rightarrow q}, allora crede anche {\displaystyle q}. In altre parole, un ragionatore di tipo 2 è cosciente del fatto che modus ponens si applica alle implicazioni delle sue credenze.

{\displaystyle \forall p\forall q({\mathcal {B}}_{s}(({\mathcal {B}}_{s}p\land {\mathcal {B}}_{s}(p\rightarrow q))\rightarrow {\mathcal {B}}_{s}q))}
- Ragionatore di tipo 3: un ragionatore è di tipo 3 quando è un ragionatore normale di tipo 2.

{\displaystyle \forall p({\mathcal {B}}_{s}p\rightarrow {\mathcal {B}}_{s}{\mathcal {B}}_{s}p)}
- Ragionatore di tipo 4: un ragionatore è di tipo 4 quando è un ragionatore di tipo 3 e crede di essere un ragionatore normale.

{\displaystyle {\mathcal {B}}_{s}[\forall p({\mathcal {B}}_{s}p\rightarrow {\mathcal {B}}_{s}{\mathcal {B}}_{s}p)]}
- Ragionatore di tipo G: un ragionatore è di tipo G quando è un ragionatore di tipo 4 che crede di essere modesto.

{\displaystyle {\mathcal {B}}_{s}[\forall p({\mathcal {B}}_{s}({\mathcal {B}}_{s}p\rightarrow p)\rightarrow {\mathcal {B}}_{s}p)]}

## Credenza comune
Se, invece di considerare un solo soggetto alla volta, si sceglie di prendere in esame un sottoinsieme di {\displaystyle \mathbb {S} }, è possibile definire la nozione di credenza comune. Quest'ultima è intuitivamente intesa come la credenza di tutti i soggetti in {\displaystyle \varphi }, la credenza di tutti i soggetti che ciascuno di essi crede in {\displaystyle \varphi }, la credenza di tutti i soggetti nel credere che ciascuno di essi crede che anche tutti gli altri credano in {\displaystyle \varphi }, e così via all'infinito. Questa proprietà doxastica può essere espressa ammettendo che i mondi possibili ai quali i soggetti sono in grado di accedere siano connessi attraverso una relazione accessibilità che obbedisce alle seguenti restrizioni:
data una serie di mondi {\displaystyle w_{1},\dots ,w_{n+1}}, per ogni coppia {\displaystyle \langle w_{i},w_{i+1}\rangle }, esiste una {\displaystyle R_{s_{j}}} tale che, posti {\displaystyle w=w_{1}} e {\displaystyle w'=w_{n+1}}, se vale {\displaystyle w_{i}R_{s_{j}}w_{i+1}}, è vero anche {\displaystyle wR_{n}w'}.
Il parametro {\displaystyle n} della relazione di accessibilità rappresenta il numero di soggetti per cui è accessibile una coppia di mondi. A questo punto il livello massimo di credenza collettiva {\displaystyle {\mathcal {B}}_{s^{n}}\varphi } si può definire induttivamente come:
1. {\displaystyle {\mathcal {B}}_{s^{1}}\varphi :=\bigwedge _{j=1}^{r}{\mathcal {B}}_{s_{j}}\varphi ={\mathcal {B}}_{s_{1}}\varphi \land {\mathcal {B}}_{s_{2}}\varphi \land \dots \land {\mathcal {B}}_{s_{r}}\varphi }
2. {\displaystyle {\mathcal {B}}_{s^{n}}\varphi :=\bigwedge _{j=1}^{r}{\mathcal {B}}_{s_{j}}({\mathcal {B}}_{s^{n-1}}\varphi )={\mathcal {B}}_{s_{1}}{\mathcal {B}}_{s^{n-1}}\varphi \land {\mathcal {B}}_{s_{2}}{\mathcal {B}}_{s^{n-1}}\varphi \land \dots \land {\mathcal {B}}_{s_{r}}{\mathcal {B}}_{s^{n-1}}\varphi }

La formula {\displaystyle {\mathcal {B}}_{s^{1}}\varphi } è un'abbreviazione per “ogni soggetto s nel gruppo crede che φ”, mentre {\displaystyle {\mathcal {B}}_{s^{n}}\varphi } è un'abbreviazione per “ogni soggetto s nel gruppo crede che tutti gli altri soggetti del gruppo credono che φ”. Di conseguenza, la formula {\displaystyle {\mathcal {C}}_{s^{n}}\varphi }, che rappresenta la credenza comune del gruppo, è esprimibile come:
{\displaystyle {\mathcal {C}}_{s^{n}}\varphi :=\bigwedge _{j=1}^{n}{\mathcal {B}}_{s^{j}}\varphi ={\mathcal {B}}_{s^{1}}\varphi \land {\mathcal {B}}_{s^{2}}\varphi \land \dots \land {\mathcal {B}}_{s^{n}}\varphi }
Dalle definizioni elaborate finora risulta che è possibile assegnare un valore di verità a {\displaystyle {\mathcal {B}}_{s^{n}}\varphi } e {\displaystyle {\mathcal {C}}_{s^{n}}\varphi } in un modello M e un mondo w arbitrari:
- {\displaystyle M,w\models {\mathcal {B}}_{s^{n}}\varphi } se e solo se {\displaystyle w'\models \varphi }, per ogni mondo {\displaystyle w'\in W} tale che {\displaystyle wR_{n}w'};
- {\displaystyle M,w\models {\mathcal {C}}_{s^{n}}\varphi } se e solo se {\displaystyle w'\models \varphi }, per ogni mondo {\displaystyle w'\in W} tale che esiste {\displaystyle 1\leq i\leq n} per cui {\displaystyle wR_{i}w'}.

Se {\displaystyle D^{s}} e {\displaystyle K^{s}} sono rispettivamente l'insieme dei ragionatori consistenti e l'insieme dei ragionatori normali, si ha che
1. {\displaystyle \models _{D^{s}}{\mathcal {C}}_{s^{n}}\varphi \rightarrow \neg {\mathcal {C}}_{s^{n}}\neg \varphi },
2. {\displaystyle \models _{K^{s}}{\mathcal {C}}_{s^{n}}\varphi \rightarrow {\mathcal {C}}_{s^{n}}{\mathcal {C}}_{s^{n}}\varphi }.

## Relazione tra credenza e conoscenza
La credenza in generale non è veridica (non tutti i soggetti sono ragionatori accurati). Per questo motivo, essa è più debole rispetto alla nozione di conoscenza (indicata con l'operatore epistemico {\displaystyle {\mathcal {K}}}), la quale invece è, per definizione, sempre vera. La credenza, tuttavia, è un ingrediente fondamentale per la conoscenza, dal momento che conoscere qualcosa implica credere che sia vero. 
(KB): {\displaystyle {\mathcal {K}}_{s}p\rightarrow {\mathcal {B}}_{s}p}
Quest'intuizione è assunta come assioma fondamentale in molte teorie della conoscenza.